# Sulfinsäureamide
Sulfinsäureamide oder Sulfinamide sind eine Stoffgruppe organisch-chemischer Schwefelverbindungen, die sich als Amide von Sulfinsäuren beschreiben lassen. Sie enthalten eine Sulfinamidgruppe, die exakter als Sulfinsäureamidgruppe bezeichnet wird. Ihre allgemeine Strukturformel lautet R–S(O)–NH2. Die Wasserstoffatome am Stickstoff können durch organische Reste ersetzt sein.
Sulfinsäureamide sind polare Feststoffe, ihr einfachster Vertreter ist Methansulfinsäureamid. 
Da am Schwefel zusätzlich zu den drei Substituenten ein freies Elektronenpaar vorliegt, sind die Verbindungen chiral und lassen sich in Enantiomere spalten. Diese können synthetisch als chirale Ammoniakäquivalente oder chirale Hilfsstoffe eingesetzt werden.

## Synthese
Sulfinamide lassen sich durch die Reaktion von Sulfinylchloriden mit primären oder sekundären Aminen darstellen.
Sie entstehen auch durch Addition von Grignard-Reagenzien an Sulfinylamine und anschließende saure Aufarbeitung. 
RMgX  +  R'N=S=O  →   RS(O)(NR'MgX)
RS(O)(NR'MgX)  +  H2O  →  RS(O)(NR'H)  +  "MgX(OH)"
Ein weiterer Weg ist die Oxidation von Sulfenylphthalimiden zu Sulfinylphthalimiden.

## Beispiele
Gängige Sulfinamide sind tert-Butylsulfinamid (Ellman-Sulfinamid), p-Toluolsulfinamid (Davis-Sulfinamid) und 2,4,6-Trimethylbenzolsulfinamid.
Sulfinamide entstehen in der Natur durch die Addition von Nitroxyl (HNO) an Thiole.